# Central Sport Club
Maillots
Le Central Sport Club, plus couramment abrégé en Central, est un club brésilien de football fondé en 1919 et basé dans la ville Caruaru, dans l'État du Pernambouc.

## Histoire
Fondé le 15 juin 1919, il évolue actuellement en série C. Il a participé à deux reprises au championnat du Brésil de série A en 1979 et 1986. 
Il participe également au championnat du Pernambouc, dont il a terminé vice-champion en 2007.

### Rivalité
Le Central entretient une rivalité avec l'autre équipe principale de la ville, à savoir le Porto de Caruaru. Le match entre les deux équipes est appelé le « Clássico Mestre Vitalino » ou « Clássico Matuto ».

## Palmarès
| Compétitions nationales                             | Compétitions régionales |
| --------------------------------------------------- | --- |
| - Championnat du Brésil D2 (1) : - Champion : 1986. | - Championnat du Pernambouc : - Vice-champion : 2007. - Coupe du Pernambouc (1) : - Vainqueur : 2001. - Finaliste : 1993 et 1999. - Championnat du Pernambouc D2 (1) : - Champion : 1999. - Vice-champion : 2005. - Torneio Início de Pernambouc (1) : - Champion : 1973. |

## Personnalité du club

### Présidents du club
| - Pedro Victor de Albuquerque - Luiz José de Lacerda (1962 - 1964) - Luiz José de Lacerda (1966) - Luiz José de Lacerda (1977 - 1983) | - Luiz José de Lacerda (1992) - Luiz José de Lacerda (1993) - Alexandre César |

### Entraîneurs du club
- Sílvio Criciúma (2020)
- Pedro Manta (2020 - )